# Karl-Josef Rauber
Karl-Josef kardinál Rauber (11. dubna 1934, Norimberk – 26. března 2023) byl německý římskokatolický kněz, arcibiskup a emeritní apoštolský nuncius.

## Život
Narodil se doktorovi Leopoldovi Rauberovi a učitelce Mathilde Wedermann. Pokřtěn byl 13. dubna 1934 v kapli nemocnice Theresienkrankenhaus otcem Josefem Wagnerem. Základní školu navštěvoval v Norimberku a Körbeldorfu, kam se přestěhoval se svou matkou po bombardování Norimberku za Druhé světové války. Později se přestěhovali do Saarbrückenu a pak do Mohuče. Středoškolské vzdělání získal na Benediktinském gymnáziu svatého Michaela v Mettenu, který dokončil roku 1950. Teologii a filosofii studoval na Mohučské Univerzitě Johannese Gutenberga. Na kněze byl vysvěcen 28. února 1959 biskupem Albertem Stohrem a stal se kaplanem farnosti Liebfrauen.
Dne 1. října 1962 začal studovat na Papežské Gregoriánské univerzitě v Římě, kde roku 1966 získal doktorát z kanonického práva. Současně studoval diplomacii na Papežské církevní akademii. Mimo rodné němčiny ovládal angličtinu, francouzštinu, italštinu, španělštinu a latinu.
Dne 1. října 1966 vstoupil do diplomatických služeb Svatého stolce a začal působit ve Státním sekretariátu jako osobní sekretář arcibiskupa Giovanni Benelliho. Poté jako substitut Státního sekretariátu, auditor nunciatur, a do roku 1977 byl hlavou Německé sekce. Dne 20. října 1971 mu byl udělen titul Kaplana Jeho Svatosti a 22. prosince 1976 titul Preláta Jeho Svatosti.
V letech 1977–1981 působil na apoštolské nunciatuře v Belgii, v letech 1981–1982 v Řecku. Dne 1. února 1982 byl jmenován chargé d'affaires ad interim papežské reprezentace v Ugandě.
Dne 18. prosince 1982 jej papež Jan Pavel II. jmenoval apoštolským pro-nunciem Ugandy a titulárním arcibiskupem z Iubaltiany. Biskupské svěcení přijal 6. ledna 1983 z rukou papeže Jana Pavla II. a spolusvětiteli byli arcibiskup Eduardo Martínez Somalo a arcibiskup Duraisamy Simon Lourdusamy.
Dne 22. ledna 1990 byl jmenován prezidentem Papežské církevní akademie.
Dne 16. března 1993 byl jmenován apoštolským nunciem v Lichtenštejnsku a Švýcarsku. Tuto funkci vykonával do 25. dubna 1997 kdy se stal apoštolským nunciem v Moldavsku a v Maďarsku.
Dne 22. února 2003 byl ustanoven nunciem v Belgii a v Lucembursku.
Dne 18. června 2009 přijal papež jeho rezignaci na post nuncia v Belgii z důvodu dosažení kanonického věku 75 let a 24. července 2009 rezignaci na nuncia v Lucembursku.
Dne 14. února 2015 jej papež František na konzistoři jmenoval kardinálem s titulem kardinál-jáhen ze Sant'Antonio di Padova a Circonvallazione Appia.